# Římskokatolická farnost Huzová
Římskokatolická farnost Huzová je územní společenství římských katolíků s farním kostelem sv. Jiljí v děkanátu Bruntál ostravsko-opavské diecéze.

## Území farnosti
Do farnosti náleží území těchto obcí:
- Huzová – farní kostel sv. Jiljí
- Paseka – filiální kostel sv. Kunhuty, kaple Povýšení svatého Kříže (Odborný léčebný ústav Paseka)
- Mutkov – kaple Panny Marie Pomocné